# Duchy Goi
Duchy Goi (ang. Goya's Ghosts) – amerykańsko-hiszpański dramat biograficzno-historyczny z 2006 roku w reżyserii Miloša Formana. Zdjęcia kręcono w Hiszpanii pod koniec 2005 roku, m.in. w Segowii, Salamance, Madrycie i Aranjuez.

## Opis fabuły
Akcja filmu rozgrywa się podczas rewolucji francuskiej i przejęciu władzy w Hiszpanii przez bonapartystów. Ukazuje także działalność inkwizycji i reakcje na nią społeczeństwa hiszpańskiego. Postać Francisco Goi – wbrew tytułowi – nie jest najważniejsza, bohater ma funkcję obserwatora, będącego jedynie pośrednio zaangażowanym w zdarzenia o randze społecznej.

## Obsada
- Stellan Skarsgård jako Francisco Goya
- Natalie Portman jako Inés Bilbatúa/Alicia
- Javier Bardem jako Lorenzo Casamares
- Michael Lonsdale jako wielki inkwizytor, ojciec Gregorio
- José Luis Gómez jako Tomás Bilbatúa
- Mabel Rivera jako María Isabel Bilbatúa
- Unax Ugalde jako Ángel Bilbatúa
- Fernando Tielve jako Álvaro Bilbatúa
- Aurélia Thiérrée jako Henrietta Casamares
- Randy Quaid jako król Karol IV Burbon
- Blanca Portillo jako królowa Maria Ludwika
- Carlos Bardem jako francuski pułkownik
- Julian Wadham jako Józef Bonaparte
- Craig Stevenson jako Napoleon Bonaparte
- Cayetano Martínez de Irujo jako książę Wellington
- Wael Al-Moubayed jako tłumacz głuchego Goi
- Simón Andreu jako dyrektor domu wariatów
- David Calder jako mnich